# エマニュエル・ヤーブロー
エマニュエル・ヤーブロー（Emmanuel Yarborough、1964年9月5日 - 2015年12月21日）は、アメリカ合衆国ニュージャージー州ローウェイ出身の男性総合格闘家。

## 来歴
ニュージャージー州ローウェイにて、アフリカ系アメリカ人の子として生まれる。
かつては柔道を習っていたが、柔道の師範から相撲を教えられ、相撲を始めて7年でアマチュア相撲選手ランク1位となった。
300kgを超える巨体を生かし1995年の世界相撲選手権大会無差別級で優勝。1992年、1994年、1996年は同大会2位、1993年は同大会3位。当時は小錦よりも体重が重い、「世界一の巨体の相撲取り」としても話題となった。世界最重量のアスリートとしてギネスブックに紹介されたこともある。
1994年のUFC 3で総合格闘家デビューし、1回戦で敗退した。
日本では中居正広とダイキンの「ワイドリビングエアコン」のCMで競演するなど、タレント業も行っていた。
生前は生涯を通して肥満に苦しむ姿を自身で”囚人のようだ”とも語っており、彼のマネージャーによると「肥満の人々、特に子供達には助けが必要」と肥満に対する認識を広める活動もしていたという。
2015年12月21日死去。51歳没。死因は不明だが、一時期体重が400kg近くあり体に相当負担になっていたと報道された。

## 戦績
| 総合格闘技 戦績 | 総合格闘技 戦績 | 総合格闘技 戦績 | 総合格闘技 戦績 | 総合格闘技 戦績 | 総合格闘技 戦績 | 総合格闘技 戦績 |
| --------------- | --------------- | --------------- | --------------- | --------------- | --------------- | --------------- |
| 3 試合          | (T)KO           | 一本            | 判定            | その他          | 引き分け        | 無効試合        |
| 1 勝            | 0               | 1               | 0               | 0               | 0               | 0               |
| 2 敗            | 1               | 1               | 0               | 0               | 0               | 0               |

| 勝敗 | 対戦相手           | 試合結果                       | 大会名                              | 開催年月日    |
| ×    | 高瀬大樹           | 2R 3:22 ギブアップ（パウンド） | PRIDE.3                             | 1998年6月24日 |
| ○    | 中野巽耀           | 1R 1:17 上四方固め             | SHOOT THE SHOOTO XX                 | 1998年4月26日 |
| ×    | キース・ハックニー | 1:59 TKO（パウンド）           | UFC 3: The American Dream 【1回戦】 | 1994年9月9日  |

## 獲得タイトル
- 世界相撲選手権大会 無差別級 優勝（1995年）

## 出演
- 修羅之介斬魔劍 妖魔伝説（1996年、東北新社、キングレコード） - 大男 役